# Каванту, Жозеф Бьенеме
Жозеф Бьенеме Каванту́ (иногда Кавенту; фр. Joseph Bienaimé Caventou; [zhôzef' byăNnāmā' käväNtOO']; 30 июня 1795, Сент-Омер — 5 мая 1877, Париж) — французский химик и фармацевт, один из основателей химии алкалоидов.

## Биография
Каванту родился на улице Сент-Берти в городе Сент-Оме́р. Его отец Пьер Франсуа Каванту был продавцом сукна. После получения первоначального образования у своего отца он едет в Париже, где слушает лекции в «École de pharmacie» («Эколь де Фармаси» фармацевтическое училище в Париже). Позже он стал профессором этого учебного заведения.
C 1817 года и в течение 25 лет Каванту работал в тесном сотрудничестве с Пельтье. Они были пионерами в использовании легких растворителей для выделения активных веществ растений. Оба фармацевта концентрировались на изучении алкалоидов растений.
В 1817 году они выделили зеленый пигмент из листьев растений, который они назвали хлорофиллом.
Именно они ввели это название. Пельтье и Каванту в 1818 году выделили стрихнин главный алкалоид рвотных орешков — семян чилибухи (Strychnos nux vomica или Strychninum nitricum). Первоначально Пелетье и Каванту хотели назвать алкалоид именем Воклена, своего земляка, который, как они считали, первый обратил внимание на ядовитое растение. Однако Французская Академия наук решила, что «любезное имя не может быть дано столь вредному веществу». В том же году выделил кротоновую кислоту из кротонового масла. В 1819 году ими были получены бруцин и вератрин.
После получения Б. Гомесом из коры хинного дерева кристаллического продукта, названного цинхонино, в 1820 году, на фармацевтическом факультете Сорбонны Пельтье и Каванту достигли самого большого успеха, из цинхонино экстрагировали алкалоиды, названные ими хинином и цинхонином.
Они открыли собственный завод по производству хинина для борьбы с малярией. Ни один из партнёров не хотел патентовать их открытие, и они опубликовали сведения о новом алкалоиде, чтобы хинин смог получить широкое распространение.
Позже ими было получено более двух десятков веществ из коры хинного дерева и из других растений рода Ремиджия (Remijia) семейства Мареновые (Rubiaceae). В 1821 они, возможно первые, выделили кофеин. В 1826 году Пельте и Каванту получили из растения болиголов алкалоид кониин.
В родном городе Каванту в 1879 году одна из улиц была названа его именем.
Кратер на луне диаметром 3 км, глубиной 0,4 км, (координаты 29.8°N, 29.4°W) в 1976 г. назван в честь Жозефа Каванту.